# Lourches

Lourches este o comună în departamentul Nord, Franța. În 1 ianuarie 2022 avea o populație de 3.756 de locuitori.